# Charles Wendeling
Charles Wendeling, né le 19 septembre 1926 à Strasbourg (Bas-Rhin) et mort le  23 décembre 1996 à Colmar, est un homme politique français.

## Détail des fonctions et des mandats
Mandat parlementaire
- 24 mai 1989 - 24 juillet 1989 : Député européen